# Легка атлетика на літніх Олімпійських іграх 2016 — біг на 400 метрів (жінки)
Змагання з легкої атлетики в бігові на 400 метрів серед жінок на літніх Олімпійських іграх 2016 відбуваються від 13 до 15 серпня на Олімпійському стадіоні Жоао Авеланжа.

## Рекорди
Станом на 13 серпня 2016 світовий і олімпійський рекорди були такими:
| Світовий рекорд     | Маріта Кох (GDR)      | 47.60 | Канберра, Австралія | 6 жовтня 1985 |
| Олімпійський рекорд | Марі-Жозе Перек (FRA) | 48.25 | Атланта, США        | 29 липня 1996 |

## Розклад змагань
Час місцевий (UTC-3)
| Дата                 | Час   | Стадія       |
| -------------------- | ----- | ------------ |
| Субота, 13 серпня    | 11:00 | Чвертьфінали |
| Неділя, 14 серпня    | 20:35 | Півфінали    |
| Понеділок, 15 серпня | 22:45 | Фінал        |

## Результати

### Чвертьфінали
У півфінали виходять по двоє перших з кожного забігу (Q) і вісім найшвидших серед тих, що посіли наступні місця (q).

### Забіг 1
| Місце | Ім'я                  | Країна          | Час   | Примітки |
| ----- | --------------------- | --------------- | ----- | -------- |
| 1     | Стефані-Енн Макферсон | Ямайка (JAM)    | 51.36 | Q        |
| 2     | Пейшенс Окон Джордж   | Нігерія (NGR)   | 51.83 | Q        |
| 3     | Аннеліз Рубі          | Австралія (AUS) | 51.92 | q, SB    |
| 4     | Юлія Олішевська       | Україна (UKR)   | 52.45 |          |
| 5     | Дженебу Данте         | Малі (MLI)      | 52.85 |          |
| 6     | Нірмала Шеоран        | Індія (IND)     | 53.03 |          |
| 7     | Гунта Латишева-Чударе | Латвія (LAT)    | 53.08 | SB       |

### Забіг 2
| Місце | Ім'я              | Країна                | Час   | Примітки |
| ----- | ----------------- | --------------------- | ----- | -------- |
| 1     | Еллісон Фелікс    | США (USA)             | 51.24 | Q        |
| 2     | Ольга Земляк      | Україна (UKR)         | 51.40 | Q        |
| 3     | Тамара Салашкі    | Сербія (SRB)          | 52.70 |          |
| 4     | Чолофело Тхіпе    | ПАР (RSA)             | 52.80 |          |
| 5     | Івета Путалова    | Словаччина (SVK)      | 52.82 | SB       |
| 6     | Ааурі Бокеса      | Іспанія (ESP)         | 53.51 |          |
| 7     | Серен Банді-Девіс | Велика Британія (GBR) | 53.63 |          |

### Забіг 3
| Місце | Ім'я                | Країна         | Час   | Примітки |
| ----- | ------------------- | -------------- | ----- | -------- |
| 1     | Філліс Френсіс      | США (USA)      | 50.58 | Q        |
| 2     | Кемі Адекоя         | Бахрейн (BRN)  | 50.72 | Q        |
| 3     | Маргарет Бембоус    | Нігерія (NGR)  | 51.43 | q        |
| 4     | Патриція Вичишкевич | Польща (POL)   | 52.02 | q, SB    |
| 5     | Аліша Браун         | Канада (CAN)   | 52.27 |          |
| 6     | Жайлма де Ліма      | Бразилія (BRA) | 52.65 |          |
| 7     | Джастін Палфраман   | ПАР (RSA)      | 53.96 |          |

### Забіг 4
| Місце | Ім'я                    | Країна                | Час   | Примітки |
| ----- | ----------------------- | --------------------- | ----- | -------- |
|       | Наташа Гастінгс         | США (USA)             | 51.31 | Q        |
|       | Крістін Огуруоґу        | Велика Британія (GBR) | 51.40 | Q        |
|       | Марія Бенедикта Чігболу | Італія (ITA)          | 52.06 |          |
|       | Лілія Джеле             | Ботсвана (BOT)        | 52.24 |          |
|       | Ольга Бібік             | Україна (UKR)         | 52.33 |          |
|       | Кендра Кларк            | Канада (CAN)          | 53.61 |          |
|       | Війона Кріезіу          | Косово (KOS)          | 54.30 |          |

### Забіг 5
| Місце | Ім'я                | Країна                         | Час   | Примітки |
| ----- | ------------------- | ------------------------------ | ----- | -------- |
|       | Шона Міллер         | Багамські Острови (BAH)        | 51.16 | Q        |
|       | Морган Мітчелл      | Австралія (AUS)                | 51.30 | Q        |
|       | Рут Софія Шпельмаєр | Німеччина (GER)                | 51.43 | q, PB    |
|       | Емілі Даймонд       | Велика Британія (GBR)          | 51.76 | q        |
|       | Каніка Беклс        | Гренада (GRN)                  | 52.41 | SB       |
|       | Бянка Разор         | Румунія (ROU)                  | 52.42 | SB       |
|       | Кінеке Александер   | Сент-Вінсент і Гренадини (VIN) | 52.45 |          |

### Забіг 6
| Місце | Ім'я            | Країна           | Час     | Примітки |
| ----- | --------------- | ---------------- | ------- | -------- |
| 1     | Салва Ейд Насер | Бахрейн (BRN)    | 51.06   | Q, PB    |
| 2     | Лібанія Гренот  | Італія (ITA)     | 51.17   | Q        |
| 3     | Флорія Гюе      | Франція (FRA)    | 51.29   | q        |
| 4     | Катя Азеведу    | Португалія (POR) | 52.38   |          |
| 5     | Маріам Крома    | Ліберія (LBR)    | 52.79   |          |
| 6     | Тхі Хюєн Нгуєн  | В'єтнам (VIE)    | 52.97   |          |
| 7     | Іріні Васіліоу  | Греція (GRE)     | 54.37   |          |
| 8     | Марян Нух Мусе  | Сомалі (SOM)     | 1:10.14 |          |

### Забіг 7
| Місце | Ім'я                    | Країна          | Час     | Примітки |
| ----- | ----------------------- | --------------- | ------- | -------- |
|       | Шеріка Джексон          | Ямайка (JAM)    | 51.73   | Q        |
|       | Кабанге Мупопо          | Замбія (ZAM)    | 51.76   | Q        |
|       | Юстина Свєти            | Польща (POL)    | 51.82   | q        |
|       | Крістін Ботлогетсве     | Ботсвана (BOT)  | 52.37   |          |
|       | Омолара Омотошо         | Нігерія (NGR)   | 53.22   |          |
|       | Еліна Міхіна            | Казахстан (KAZ) | 53.83   |          |
|       | Далаль Месфер Аль-Харіс | Катар (QAT)     | 1:07.12 |          |

### Забіг 8
| Місце | Ім'я                  | Країна          | Час   | Примітки |
| ----- | --------------------- | --------------- | ----- | -------- |
|       | Крістін Дей           | Ямайка (JAM)    | 51.54 | Q        |
|       | Карлін Мюір           | Канада (CAN)    | 51.57 | Q        |
|       | Малгожата Голуб       | Польща (POL)    | 51.80 | q        |
|       | Жейса Коутінью        | Бразилія (BRA)  | 52.05 |          |
|       | Алія Абрамс           | Гаяна (GUY)     | 52.79 |          |
|       | Маріама Мамуду Іттату | Нігер (NIG)     | 54.32 |          |
|       | Анастасія Кудінова    | Казахстан (KAZ) | 56.03 |          |

### Півфінали

#### Забіг 1
| Місце | Доріжка | Ім'я                  | Країна                | Час   | Примітки |
| ----- | ------- | --------------------- | --------------------- | ----- | -------- |
| 1     | 6       | Філліс Френсіс        | США (USA)             | 50.31 | Q        |
| 2     | 5       | Стефані-Енн Макферсон | Ямайка (JAM)          | 50.69 | Q        |
| 3     | 4       | Ольга Земляк          | Україна (UKR)         | 50.75 | q. PB    |
| 4     | 3       | Кемі Адекоя           | Бахрейн (BRN)         | 50.88 |          |
| 5     | 7       | Крістін Огуруоґу      | Велика Британія (GBR) | 51.22 |          |
| 6     | 2       | Рут Софія Шпельмаєр   | Німеччина (GER)       | 51.61 |          |
| 7     | 8       | Маргарет Бембоус      | Нігерія (NGR)         | 51.92 |          |
| 8     | 1       | Патриція Вичишкевич   | Польща (POL)          | 52.51 |          |

#### Забіг 2
| Місце | Доріжка | Ім'я            | Країна                | Час   | Примітки |
| ----- | ------- | --------------- | --------------------- | ----- | -------- |
| 1     | 6       | Шеріка Джексон  | Ямайка (JAM)          | 49.83 | Q, PB    |
| 2     | 5       | Наташа Гастінгс | США (USA)             | 49.90 | Q, SB    |
| 3     | 3       | Салва Ейд Насер | Бахрейн (BRN)         | 50.88 | PB       |
| 4     | 8       | Флорія Гюе      | Франція (FRA)         | 51.08 |          |
| 5     | 7       | Карлін Мюір     | Канада (CAN)          | 51.11 |          |
| 6     | 1       | Емілі Даймонд   | Велика Британія (GBR) | 51.49 |          |
| 7     | 2       | Малгожата Голуб | Польща (POL)          | 51.93 |          |
| 8     | 4       | Морган Мітчелл  | Австралія (AUS)       | 52.68 |          |

#### Забіг 3
| Місце | Доріжка | Ім'я                | Країна                  | Час   | Примітки |
| ----- | ------- | ------------------- | ----------------------- | ----- | -------- |
| 1     | 3       | Еллісон Фелікс      | США (USA)               | 49.67 | Q, SB    |
| 2     | 4       | Шона Міллер         | Багамські Острови (BAH) | 49.91 | Q        |
| 3     | 6       | Лібанія Гренот      | Італія (ITA)            | 50.60 | q        |
| 4     | 5       | Крістін Дей         | Ямайка (JAM)            | 51.53 |          |
| 5     | 1       | Юстина Свєти        | Польща (POL)            | 51.62 |          |
| 6     | 2       | Аннеліз Рубі        | Австралія (AUS)         | 51.96 |          |
| 7     | 8       | Кабанге Мупопо      | Замбія (ZAM)            | 52.04 |          |
| 8     | 7       | Пейшенс Окон Джордж | Нігерія (NGR)           | 52.52 |          |

### Фінал
| Місце | Доріжка | Ім'я                  | Країна                  | Час   | Примітки |
| ----- | ------- | --------------------- | ----------------------- | ----- | -------- |
| 1     | 7       | Шона Міллер           | Багамські Острови (BAH) | 49.44 |          |
| 2     | 4       | Еллісон Фелікс        | США (USA)               | 49.51 |          |
| 3     | 5       | Шеріка Джексон        | Ямайка (JAM)            | 49.85 |          |
| 4     | 6       | Наташа Гастінгс       | США (USA)               | 50.34 |          |
| 5     | 3       | Філліс Френсіс        | США (USA)               | 50.41 |          |
| 6     | 8       | Стефані-Енн Макферсон | Ямайка (JAM)            | 50.97 |          |
| 7     | 1       | Ольга Земляк          | Україна (UKR)           | 51.24 |          |
| 8     | 2       | Лібанія Гренот        | Італія (ITA)            | 51.25 |          |